# 2056 Nancy
A 2056 Nancy (ideiglenes jelöléssel A909 TB) a Naprendszer kisbolygóövében található aszteroida. Joseph Helffrich fedezte fel 1909. október 15-én.